# Mouriri steyermarkii
Mouriri steyermarkii är en tvåhjärtbladig växtart som beskrevs av Paul Carpenter Standley och Julian Alfred Steyermark. Mouriri steyermarkii ingår i släktet Mouriri och familjen Melastomataceae.
Artens utbredningsområde är Guatemala. Inga underarter finns listade i Catalogue of Life.